# بوب جيلمور
بوب جيلمور (بالإنجليزية: Bob Gilmore)‏ هو موسيقي بريطاني، ولد في 6 يونيو 1961 في لارن في المملكة المتحدة، وتوفي في 2 يناير 2015.

## وصلات خارجية
- بوب جيلمور على موقع ميوزك برينز (الإنجليزية)
- بوب جيلمور على موقع ديسكوغز (الإنجليزية)